# Анафема
Ана́фема або ана́тема (заст. ана́хтема) (грец. ἀνάθεμα — відлучення) — у християнстві відлучення єретиків або непокаянних грішників від церкви з оголошенням довічного прокляття. Застосовується від часів Халкідонського собору 451 року. Право проголошувати анафему мають винятково церковні ієрархи. Анафема є актом охорони вірних Церкви від осіб, які порушують її усталені церковні канони та цінності. Однак на практиці чин анафеми часто застосовувався церковною владою під тиском влади світської з метою дискредитації політичних та ідейних супротивників, під час церковних розколів тощо. 1054 року після поділу християнських церков на Східну та Західну (православ'я і католицизм), римський Папа Лев IX та константинопольський патріарх Керуларій проголосили взаємну анафему, яка була скасована тільки 1964 року під час першої зустрічі в Єрусалимі Папи Павла VI і константинопольського патріарха Афінагора.

## У стосунках між українськими та російськими церквами
Численні випадки використання чину анафеми відомі як в українській, так і в російській історії. Московський митрополит Фотій піддав анафемі київського митрополита Григорія Цамблака, обраного 1415 року всупереч волі константинопольського патріарха Євтимія. Московський патріарх Йоасаф II на Московському церковному соборі 1667 року наклав анафему на старообрядців. Протягом XVII—XVIII століть у Росії церковно-соборному вирішенню чину анафеми фактично відводиться тільки виконавча функція політичних рішень світської влади. Так, анафемі з політичних мотивів були піддані відомі ватажки селянських і козацьких рухів Іван Болотников, Степан Разін та Омелян Пугачов, з останнього знята лише перед стратою. 1708—1709 років церковні ієрархи на вимогу Петра I наклали анафему на гетьмана Івана Мазепу. 1901 року Синод наклав анафему і відлучив від Церкви відомого російського письменника Лева Толстого, вплив якого сформував релігійно-етичний суспільний рух у Росії під назвою толстовство.
У двадцятому столітті практика анафем тривала.
1992 року Архієрейський Собор Української православної церкви (скликаний з порушенням Статуту УПЦ та церковних Канонів, проведений за відсутності предстоятеля) змістив митрополита Філарета (Денисенка) з посади і обрав нового предстоятеля — Володимира (Сабодана), що був на той час митрополитом Ростовським і Новочеркаським (Росія), що також було грубим порушенням, оскільки він не входив до складу архієреїв УПЦ. Митрополит Філарет не визнав цього рішення і утворив Українську православну церкву Київського патріархату, за що Російська православна церква наклала на нього анафему: у 1997 році за поданням єпископату Української православної церкви, Архієрейський Собор Російської православної церкви видав «Акт про відлучення від Церкви монаха Філарета (Денисенка)» (сану митрополита РПЦ його було позбавлено в 1992) начебто за «розкольницьку діяльність» та порушення монашеських обітниць (начебто будучи монахом, він мав жінку і трьох дітей, що не підтверджено жодними доказами, а ґрунтується лише на чутках).

Апеляцію Філарета Вселенський Патріархат та інші помісні церкви спочатку не розглянули, але 11 жовтня 2018 року під головуванням Його Всесвятості Вселенського Патріарха Варфоломія I, Святий і Священний Синод після розширеного обговорення ухвалив.
«прийняти та розглянути прохання про апеляцію від Філарета Денисенка, Макарія Малетича та їх послідовників, які опинилися у схизмі не з догматичних причин, у відповідності до канонічних прерогатив Константинопольського патріарха отримувати такі звернення від ієрархів та інших священнослужителів з усіх Автокефальних Церков. Таким чином, згадані вище особи були канонічно поновлені у своєму єпископському або священицькому сані, також було відновлено сопричастя їхніх вірних з Церквою».